# Гарнре, Амбруаз-Луи
Амбруа́з-Луи́ Гарнре́ (фр. Ambroise-Louis Garneray; 19 февраля 1783, Париж — 11 сентября 1857, там же) — французский художник-маринист.
В детстве получил начальное художественное образование у своего отца — художника Жана-Франсуа Гарнре, но вскоре забросил учёбу из-за своего решения стать моряком. В возрасте 13 лет в команде судна, которым командовал один из его родственников, отправился в Индию. В последующие годы служил на многих кораблях, а поскольку в то время Франция находилась почти в постоянном состоянии войны, поучаствовал в качестве корсара во многих морских сражениях, несколько раз терпел кораблекрушения. В 1806 году был помощником рулевого на фрегате Belle Poule, когда вблизи Азорских островов корабль был захвачен британским флотом и вся команда попала в плен. На британском судне он был доставлен в Портсмут, где оставался в плену вплоть до 1814 года.
Во время восьмилетнего пленения Амбруаз-Луи вынужден был искать себе занятие, поэтому вернулся к обучению рисунку и живописи. Будучи моряком, он естественно в качестве основных тем выбирал суда и море. Его рисунки и картины привлекли к себе внимание английской публики. После возвращения во Францию Гарнре хотел было снарядить свой собственный корабль, но не имея на это средств, написал несколько картин для заработка. Эти полотна были благосклонно встречены публикой, поэтому Амбруаз-Луи решил продолжить работу на художественной стезе. Помимо уже имевшихся знаний, он изучил акватинту и гравюру. В 1817 году он выиграл конкурс за право быть придворным живописцем Герцога Ангулемского, адмирала Франции. С 1833 года — директор Музея изящных искусств в Руане, затем в течение десяти лет сотрудничал с Севрской фарфоровой мануфактурой, для которой написал большое количество сюжетов из морской жизни, жизни рыбаков и морских пейзажей. Гарнре изобрёл живописный холст, названный «ультра-мягким» (фр. toile «ultra-souple»), который был представлен им на Всемирной выставке 1855 года в Париже и принёс своему изобретателю серебряную медаль, а также пожизненную пенсию от французского правительства.
Был непременным участником Парижского салона с 1816 года, когда впервые представил свою картину «Вид лондонского порта», тут же приобретённую Обществом друзей искусства, и вплоть до 1855 года. За это время выставил большое количество полотен, изображавших рыбаков, морские пейзажи и сражения. Многие из этих картин были растиражированы гравёрами, в том числе около 25 были выполнены известным парижским гравёром XIX века Жаном-Пьером-Мари Жазе. Ранние работы Амбруаза-Луи Гарнре отличает несколько неровная кисть, однако со временем его работы стали значительно мягче, в них чувствуется влияние художественных приёмов его отца. Работы Гарнре отмечены большой точностью изображения кораблей и их снастей, однако на большинстве работ отсутствует изображение людей — очевидно, он не чувствовал в себе достаточно умения для изображения их фигур. Среди наиболее известных работ Гарнре «Морское сражение при Наварине», «Морское сражение у Агосты», «Битва при Дюкене», «Вид на Вёрнский канал», «Ловля трески у побережья Ньюфаундленда», «Взятие на абордаж Сюркуфом корабля Кент».
Среди наследия Гарнре — также 64 гравюры для альбома «Виды основных портов Франции» и 40 — для альбома «Виды основных зарубежных портов». Также в конце своей жизни Амбруаз-Луи Гарнре написал мемуары о своей морской жизни и приключениях, изданные сперва с продолжением в газете La Patrie, а затем — отдельной книгой с иллюстрациями автора. Скончался в Париже 11 сентября 1857 года.

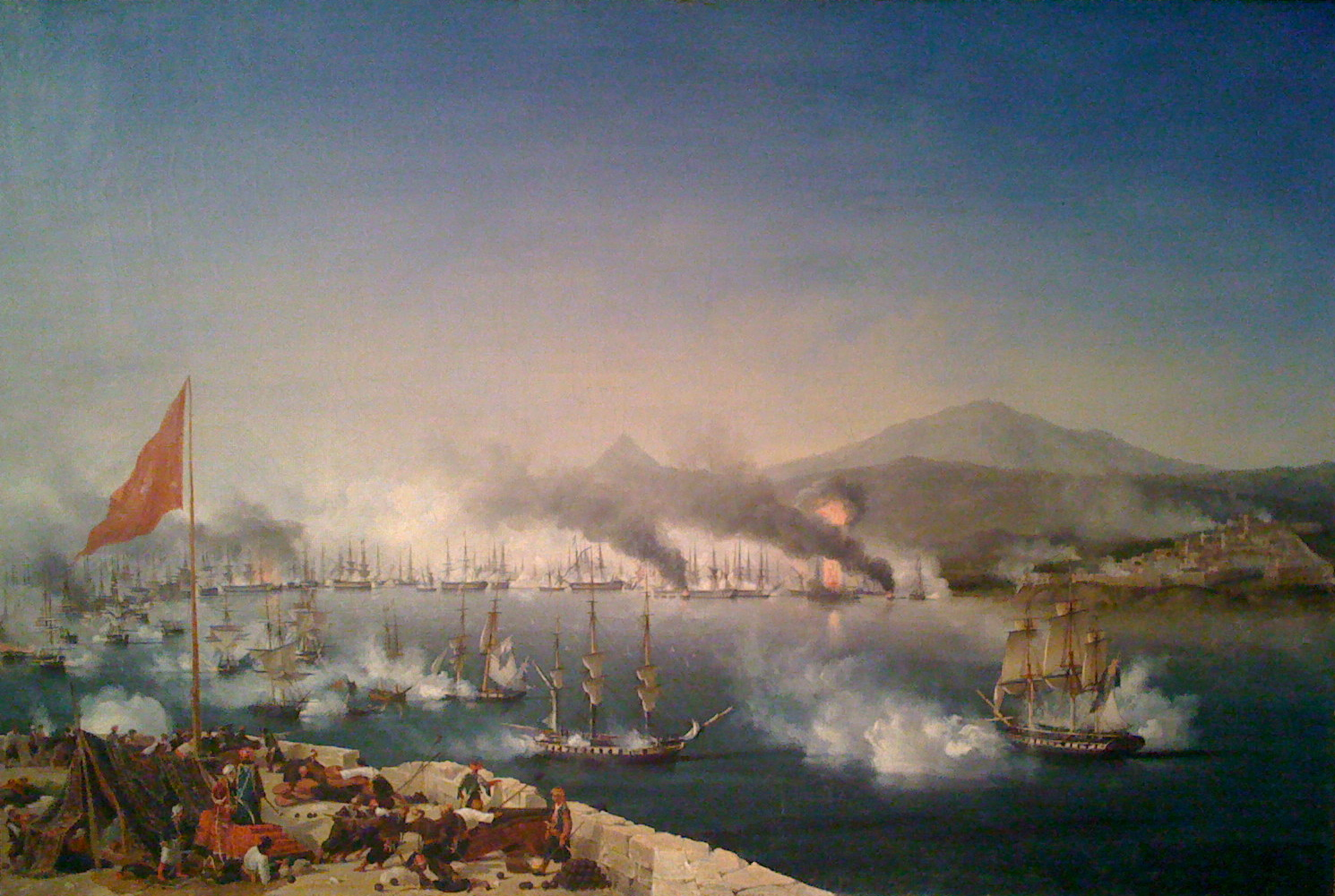
Морское сражение при Наварине
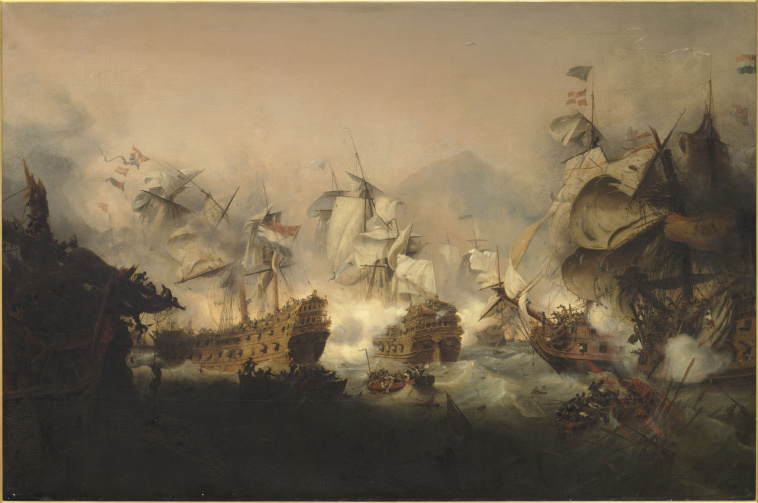
Морское сражение у Агосты
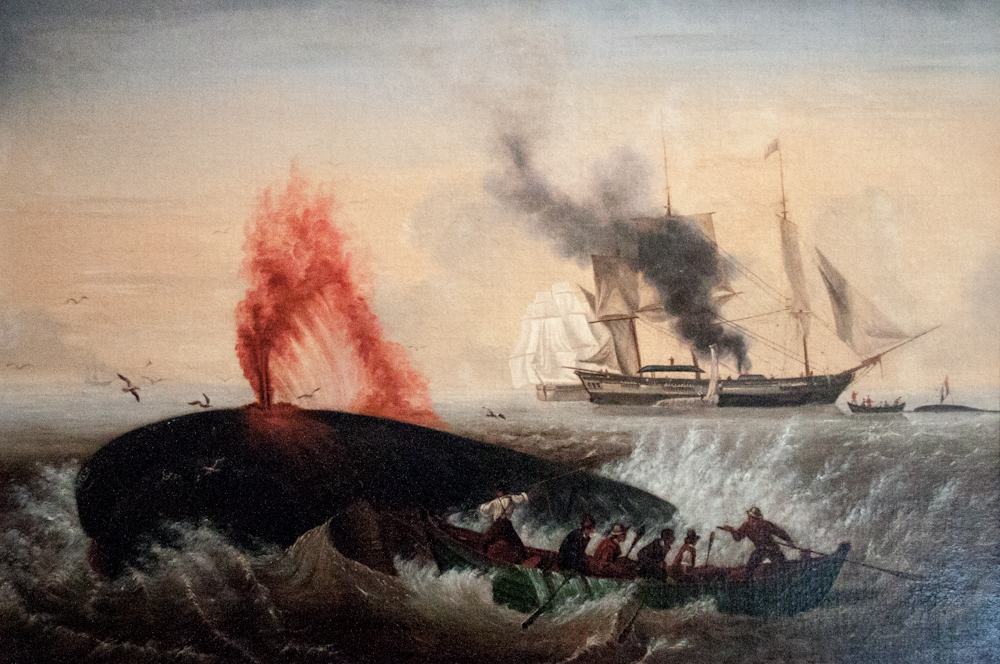
Ловля кита
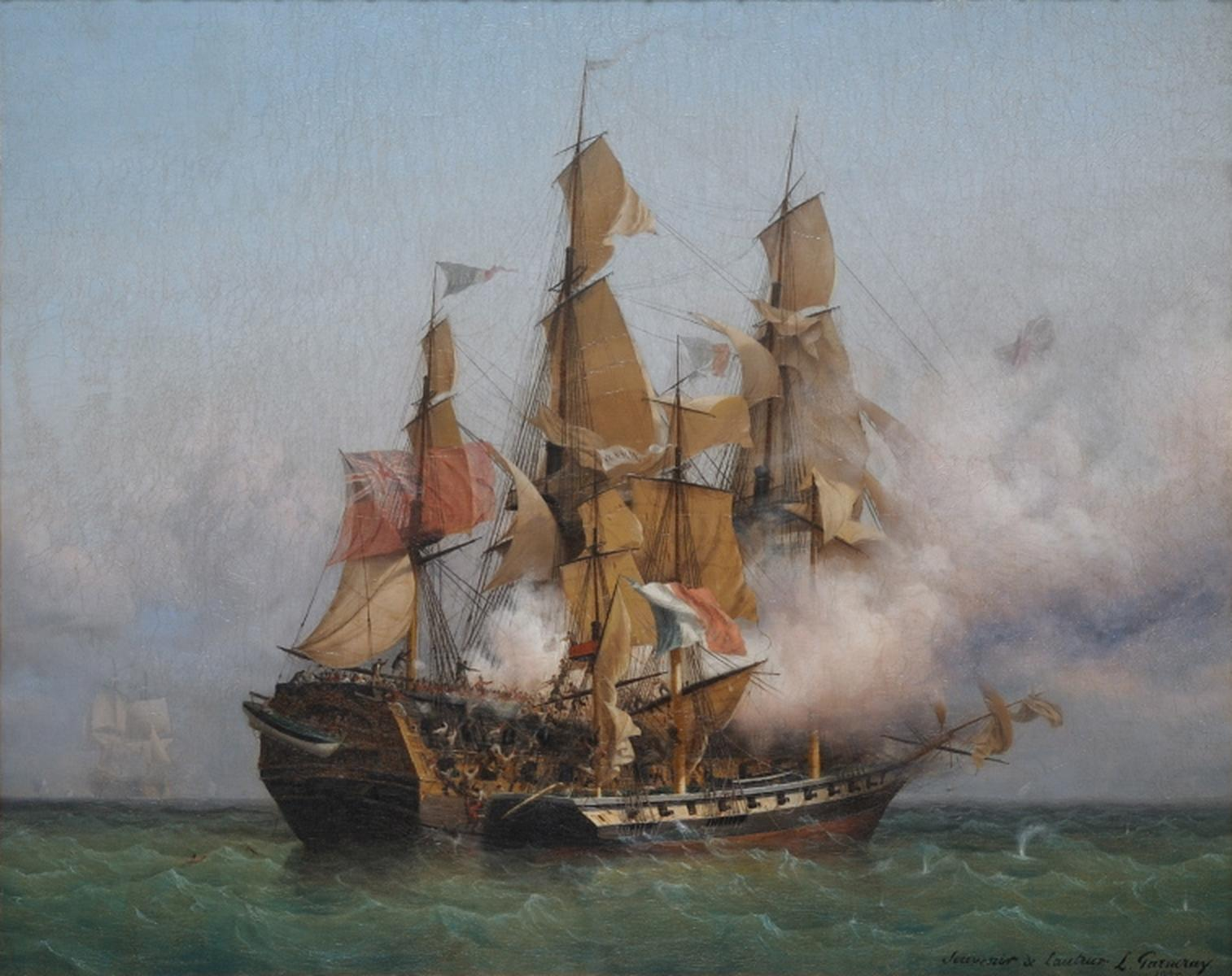
Взятие на абордаж Сюркуфом корабля Кент
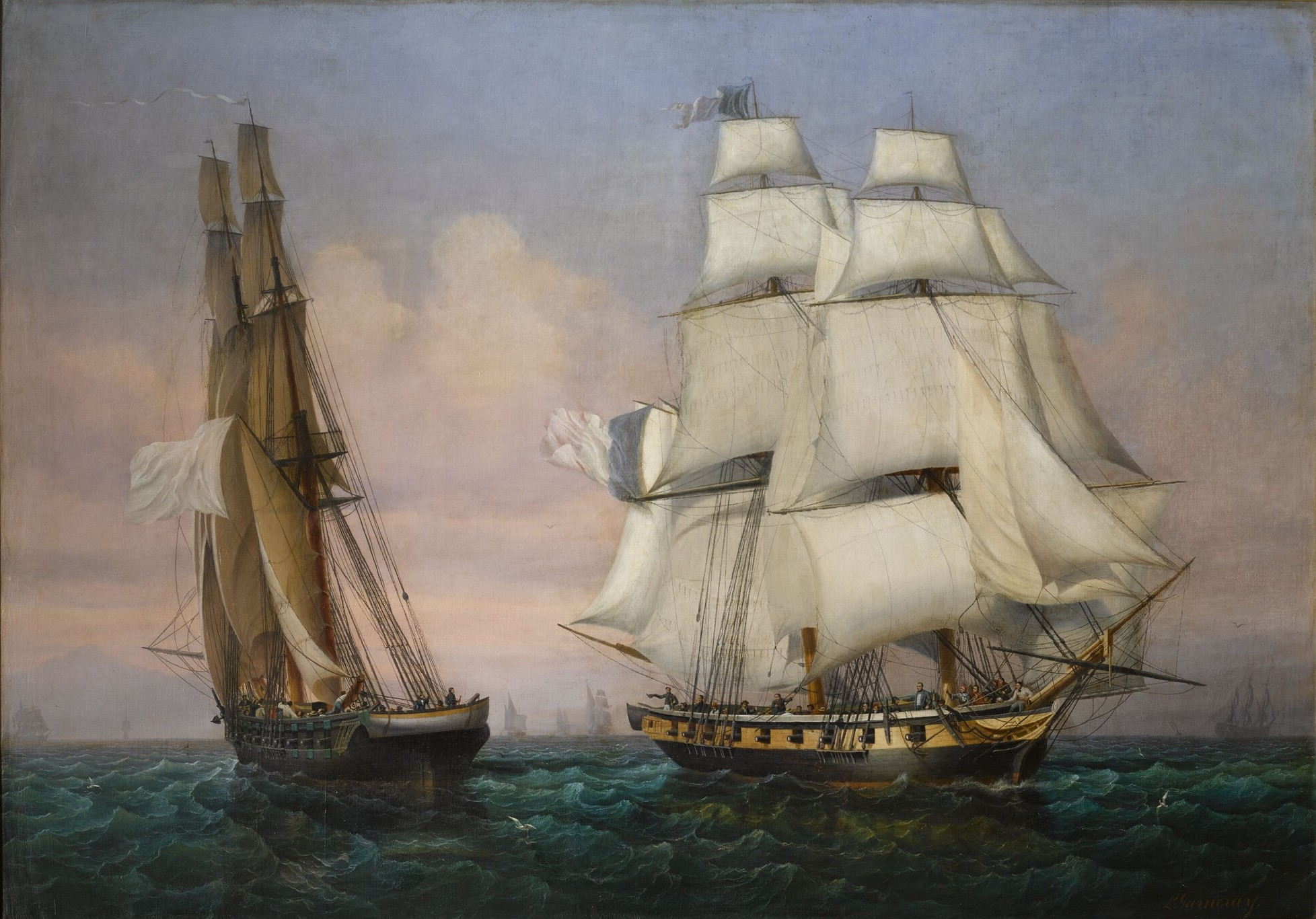
Возвращение Наполеона с острова Эльба
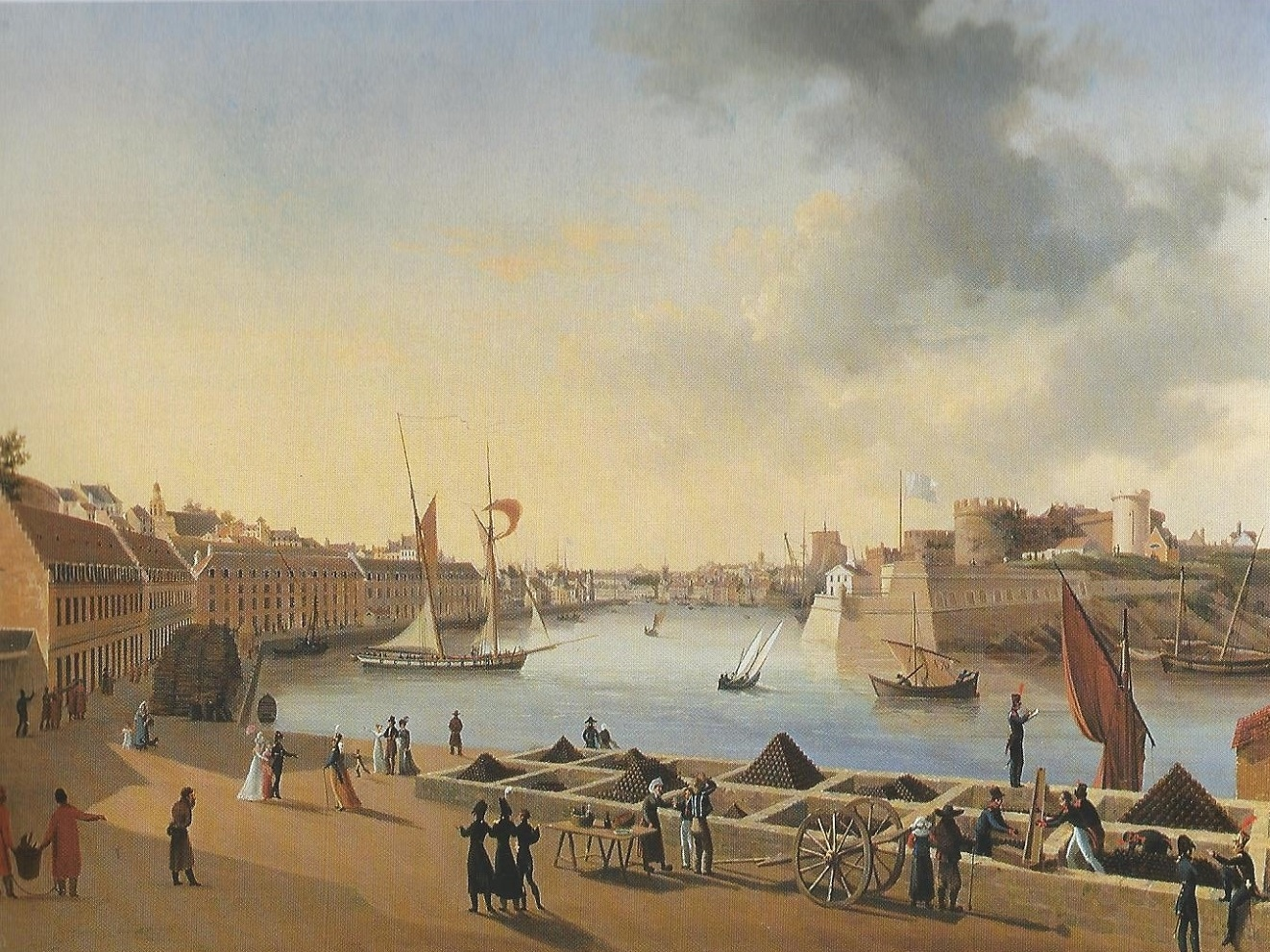
Вид брестского порта